# Sesamia tosta
Sesamia tosta là một loài bướm đêm trong họ Noctuidae.